# Bec de coral de cara lila
El bec de coral de cara lila (Granatina granatina) és un ocell de la família dels estríldids (Estrildidae).

## Hàbitat i distribució
Habita matollars xèrics del sud d'Angola, sud-oest de Zàmbia, est de Zimbabwe, Botswana, Namíbia i sud de Moçambic cap al sud fins al nord de Sud-àfrica.